# Lütjenburg
Lütjenburg è una città di 5 265 abitanti dello Schleswig-Holstein, in Germania.
Appartiene al circondario (Kreis) di Plön (targa PLÖ) ed è parte della comunità amministrativa (Amt) di Lütjenburg. Fa parte del territorio detto Svizzera dello Holstein.

## Goegrafia
Lütjenburg si trova a circa 38 km da Kiel, sulla B 202 (Bundesstraße 202) e sul piccolo fiume Kossau. Una città vicina alla località balneare di Hohwacht.

## Storia
La storia di Lütjenburg inizia con un insediamento fortificato appartenente ai Wagri, chiamato Liutcha da Saxo Grammaticus. I Wagri usavano i laghi limitrofi a Liutcha per le incursioni in Danimarca. Questo portò a un attacco (non riuscito) della flotta danese a Liutcha nel 1113. Si verificarono anche ripetute incursioni di wagriani e slavi nei territori dell'Holstein a ovest del limes Saxoniae. Le campagne di Enrico di Badewide portarono i Wagri intorno al 1138/39 e  sotto il dominio tedesco.
Nell'ambito degli sforzi di colonizzazione e di missione di Adolfo II di Holstein, la prima chiesa di Lütjenburg fu costruita intorno al 1156, non nell'antico villaggio dei Wagri, ma un po' più all'interno, all'incrocio di due strade. Nel 1163, il vescovo di Lubecca aveva già notato la presenza di un piccolo insediamento di coloni tedeschi vicino alla chiesa. Il villaggio si sviluppò come luogo di sosta e di mercato e probabilmente ricevette i diritti di città (prima del 1238) da Adolfo IV di Holstein, in conformità con la legge di Lubecca. In questo periodo iniziò la costruzione dell'attuale edificio ecclesiastico. È la più antica chiesa in mattoni della regione baltica; in origine era probabilmente chiamata San Biagio, ma dalla Riforma protestante è stata dedicata a San Michele.
Intorno al 1497, la corona danese, a cui il Ducato di Schleswig e il Ducato di Holstein erano soggetti dal 1460, cedette Lütjenburg come proprietà ereditaria a Hans Rantzau (1477-1522), signore del maniero di Neuhaus (vicino a Giekau). I rapporti tra la città e i suoi nuovi nobili signori furono spesso tesi: durante la Guerra dei Conti, una guerra condotta da Lubecca contro la Danimarca (e quindi anche contro la famiglia Rantzau, che fungeva da governatore e comandante dell'esercito danese) nel 1534-1536, Lütjenburg si schierò con Lubecca. Come punizione, la città fu condannata alla servitù per il maniero di Neuhaus in un trattato del 1545. Da quel momento in poi, i continui conflitti tra Lütjenburg e Neuhaus furono risolti principalmente per via legale, poiché la città fallì nel tentativo di difendere la propria sovranità giudiziaria.
Durante la Guerra dei Trent'anni, nel 1627 un esercito imperiale occupò la città e la saccheggiò. Nel 1642 la città fu ceduta al re danese Cristiano IV. A causa dei disordini della guerra che continuò dopo il 1648, la città si indebitò così tanto che Cristiano V ne dichiarò la bancarotta nel 1696.
Dopo la Prima Guerra dello Schleswig nel 1867 Lütjenburg fu ceduta dalla Danimarca alla Prussia.